# Little Bow
Circonscription électorale provinciale du Canada
Little Bow est une circonscription électorale provinciale de l'Alberta (Canada), située au sud-est de Calgary. Elle prend son nom de la Rivière Little Bow, qui coupe la circonscription. Son député en 2016 est Dave Schneider du Parti Wildrose.

## Liste des députés
| Années | Années          | Député           | Parti politique           |
| ------ | --------------- | ---------------- | ------------------------- |
|        | 1913 - 1917     | James McNaughton | Libéral                   |
|        | 1917 - 1921     | James McNaughton | Libéral                   |
|        | 1921 - 1926     | Oran McPherson   | United Farmers            |
|        | 1926 - 1930     | Oran McPherson   | United Farmers            |
|        | 1930 - 1935     | Oran McPherson   | United Farmers            |
|        | 1935 - 1940     | Peter Dawson     | Créditiste                |
|        | 1940 - 1944     | Peter Dawson     | Créditiste                |
|        | 1944 - 1948     | Peter Dawson     | Créditiste                |
|        | 1948 - 1952     | Peter Dawson     | Créditiste                |
|        | 1952 - 1955     | Peter Dawson     | Créditiste                |
|        | 1955 - 1959     | Peter Dawson     | Créditiste                |
|        | 1959 - 1963     | Peter Dawson     | Créditiste                |
|        | 1963 - 1967     | Raymond Speaker  | Créditiste                |
|        | 1967 - 1971     | Raymond Speaker  | Créditiste                |
|        | 1971 - 1975     | Raymond Speaker  | Créditiste                |
|        | 1975 - 1979     | Raymond Speaker  | Créditiste                |
|        | 1979 - 1982     | Raymond Speaker  | Créditiste                |
|        | 1982            | Raymond Speaker  | Indépendant               |
|        | 1982 - 1985     | Raymond Speaker  | Indépendant               |
|        | 1985 - 1986     | Raymond Speaker  | Représentatif             |
|        | 1986 - 1987     | Raymond Speaker  | Représentatif             |
|        | 1987 - 1989     | Raymond Speaker  | Progressiste-conservateur |
|        | 1989 - 1992     | Raymond Speaker  | Progressiste-conservateur |
|        | 1992 - 1993     | Barry McFarland  | Progressiste-conservateur |
|        | 1993 - 1997     | Barry McFarland  | Progressiste-conservateur |
|        | 1997 - 2001     | Barry McFarland  | Progressiste-conservateur |
|        | 2001 - 2004     | Barry McFarland  | Progressiste-conservateur |
|        | 2004 - 2008     | Barry McFarland  | Progressiste-conservateur |
|        | 2008 - 2012     | Barry McFarland  | Progressiste-conservateur |
|        | 2012 - 2014     | Ian Donovan      | Wildrose                  |
|        | 2014 - 2015     | Ian Donovan      | Progressiste-conservateur |
|        | 2015 - (actuel) | Dave Schneider   | Wildrose                  |